# Aerobryopsis membranacea
Aerobryopsis membranacea är en bladmossart som beskrevs av Brotherus 1906. Aerobryopsis membranacea ingår i släktet Aerobryopsis och familjen Meteoriaceae. Inga underarter finns listade i Catalogue of Life.